# Androrangavola (Vatovavy-Fitovinany)
Androrangavola is een plaats en gemeente in Madagaskar gelegen in het district Ifanadiana van de regio Vatovavy-Fitovinany. Er woonden bij de volkstelling in 2001 ongeveer 23.000 mensen.
In de plaats is basisonderwijs en voortgezet onderwijs voor jonge kinderen beschikbaar. 99,5% van de bevolking is landbouwer. Het belangrijkste gewas is koffie en rijst, maar er wordt ook lychee, cassave verbouwd. 0,5% van de bevolking is werkzaam in de dienstensector.